# Ronaldo da Costa
Ronaldo da Costa, född 7 juni 1970, är en friidrottare från Brasilien. Han deltog vid olympiska sommarspelen 1996.